# Idiocnemis polhemi
Idiocnemis polhemi là loài chuồn chuồn trong họ Platycnemididae. Loài này được Gassmann mô tả khoa học đầu tiên năm 2000.